# Червере
Червере (італ. Cervere, п'єм. Servere) — муніципалітет в Італії, у регіоні П'ємонт,  провінція Кунео.
Червере розташоване на відстані близько 490 км на північний захід від Рима, 50 км на південь від Турина, 34 км на північний схід від Кунео.
Населення — 2221 особа (2014).
Покровитель — Santa Croce.

## Демографія
Населення за роками:

Станом на 1 січня 2023 року в муніципалітеті офіційно проживало 176 іноземців з 24 країн, серед них 40 громадян країн Євросоюзу та 2 громадяни України.

## Сусідні муніципалітети
- Кераско
- Фоссано
- Марене
- Сальмоур
- Савільяно